# General Zod
General Zod is een fictieve superschurk uit de strips van DC Comics. Hij is een van de vaste vijanden van Superman. Hij maakte zijn debuut in Adventure Comics #283.

## Silver AgeZod
De originele General Zod heette in werkelijkheid Dru-Zod, en kwam net als Superman van Krypton. Hij was een van de Kryptoniaanse criminelen die opgesloten zat in de Phantom Zone.
Zod was ooit een militaire directeur van het Kryptoniaanse ruimtecentrum. Hij kende Supermans vader Jor-El goed. Toen het ruimteprogramma werd stopgezet probeerde Zod Krypton over te nemen. Hij maakte een leger robotdubbelgangers van zichzelf voor zijn machtsgreep. Zijn plan mislukte en hij werd opgesloten in de Phantom Zone.
Zod werd voor het eerst vrijgelaten uit de Phantom Zone door Clark Kent in diens tijd als Superboy. Zod probeerde vrijwel meteen de Aarde te veroveren met de krachten die de aardse zon hem gaf. Hij werd verslagen en teruggestuurd naar de Phantom Zone. Maar in veel verhalen erna brak hij weer uit om met Superman te vechten.

## Latere versies van Zod

#### Pocket Universe Zod
Deze Zod kwam uit een zogenaamde zakdimensie gemaakt door de Time Trapper. Na de dood van de Superboy uit dit universum vernietigde Zod de aarde. De overlevenden van het zakuniversum contacteerden de Superman uit het hoofduniversum om hen te helpen. Superman ontnam Zod zijn krachten met Goudkleurig Kryptoniet.

#### "Return to Krypton" Zod
Deze versie van General Zod werd gezien in de verhaallijn "Return to Krypton" uit 2001. Hij was het hoofd van het Kryptoniaanse leger in een kunstmatige realiteit gemaakt door Brainiac 13.

### Russische Zod
Deze versie van Zod kwam niet van Krypton. In plaats daarvan was hij de zoon van twee kosmonauten die te dicht bij Kal-Els raket kwamen en zo werden blootgesteld aan Kryptonietstraling. Derhalve werd Zod geboren met ongewone krachten. Onder een normale aardse zon was hij zwak, maar onder een rode zon werd hij abnormaal sterk.
Jaren later maakte Zod een speciaal harnas voor zichzelf de rood zonlicht uit het gewone zonlicht filterde. Hij bevocht Superman en onthulde zijn plan om de zon permanent in een rode zon te veranderen om zo Supermans plaats in te nemen. Dit plan lukte aanvankelijk, maar Lex Luthor herstelde de zon tot wat hij hoorde te zijn. Daarna kwam de weer zwakke Zod om in een gevecht met Superman.

### Phantom Zod
Deze versie van Zod werd gezien in de twaalfdelige verhaallijn For Tomorrow (Superman #204-#215). Deze Zod lijkt qua uiterlijk sterk op de Zod uit de film Superman II, en is blijkbaar de enige gevangene in de Phantom Zone.

## Zod in andere media

### Films
General Zod werd gespeeld door Terence Stamp in de films Superman en Superman II. In de eerste film heeft hij enkel een cameo waarin te zien is hoe hij en zijn twee helpers, Non en Ursa, in de Phantom Zone worden opgesloten kort voor Kryptons vernietiging.
In Superman II werd het trio vrijgelaten door de ontploffing van een waterstofbom. Zod en zijn helpers gingen vervolgens naar de Aarde en namen deze al snel over met de superkrachten die de Aardse zon aan hen gaf. Zod, die al snel verveeld raakt door zoveel macht en de eenvoud waarmee hij de Aarde veroverde, daagt vervolgens Superman uit voor een duel. Superman kan niet op tegen drie tegenstanders die net zo sterk zijn als hij, en moet naar zijn fort op de Noordpool vluchten. Zod, Ursa en Non achtervolgen hem. In het fort gebruikt Superman een speciale machine om het drietal in gewone mensen te veranderen. Daarna lijken ze alle drie om te komen wanneer Superman hen verslaat, maar in een verwijderde scène is te zien dat ze nog leven en worden gearresteerd.
Zod stond ook op de planning voor de film Superman Returns. Acteur Jude Law kreeg driemaal de rol aangeboden, maar toen hij voor de derde keer weigerde werd besloten Zod te laten vallen en enkel Lex Luthor als hoofdschurk voor de film te gebruiken.
General Zod is tevens de primaire antagonist in de Superman reboot Man of Steel, waarin hij wordt gespeeld door acteur Michael Shannon. Vroeg in de film pleegt hij een staatsgreep op Krypton, maar wordt gearresteerd en opgesloten in de Phantom Zone. Hij wordt echter bevrijd door de verwoesting van Krypton. 33 jaar later komen hij en zijn volgelingen naar de aarde om Superman te zoeken en de aarde om te vormen tot een nieuwe Krypton. Superman weet al Zod's volgelingen echter weer op te sluiten, en verslaat vervolgens Zod in een gevecht. Wanneer Zod dreigt een groep omstanders te vermoorden, is Superman gedwongen hem te doden. In de film The Flash uit 2023, verschijnt een alternatieve versie van Zod wederom om Krypton te vinden waarbij hij het opneemt tegen Barry Allen / The Flash, Bruce Wayne / Batman en Supergirl in plaats van Superman.

### Televisie
- Een Phantom Zone schurk die sterk op de filmversie van Zod leek verscheen in de animatieserie Super Friends.
- Zod deed mee in de Superman animatieserie uit 1988, in de aflevering "The Hunter".
- Zod deed niet mee in Superman: The Animated Series, maar een andere schurk die duidelijk op hem was gebaseerd wel. Dit personage was Jax-Ur. Hij kwam niet van Krypton, maar van Kryptons zusterplaneet Argon.
- General Zod speelt een rol in de serie Smallville. Ook in deze serie is hij een gevangene van de Phantom Zone. Hij werd daar opgesloten omdat hij verantwoordelijk was voor de ramp die tot Kryptons vernietiging leidde. In de serie neemt Zod tijdelijk bezit van Lex Luthors lichaam.
- Zod Speelt ook een rol in de TV show Krypton. Hij is daar de zoon van Seyg-el